# مدال دیوی
مدال دیوی (به انگلیسی: Davy Medal) توسط انجمن سلطنتی لندن برای پیشرفت دانش طبیعی به‌دلیل کشفیات یا اختراعات بسیار مهم در زمینهٔ شیمی به افراد اهدا می‌شود.
مدال بر اساس نام سر همفری دیوی (به انگلیسی: Sir Humphry Davy, 1st Baronet) متولد۱۷ دسامبر ۱۷۷۸‌‌‌ تا ۲۹ مهٔ ۱۸۲۹ (۵۰ سال) شیمی‌دان بریتانیایی نامگذاری شده‌است. مدال با یک هدیهٔ ۲۰۰۰ پوندی (در گذشته ۱۰۰۰ پوندی) به صاحب آن تعلق می‌گیرد. مدال برای اولین بار در سال ۱۸۷۷ اعطا گردید و از آن زمان تا سال ۲۰۱۳ میلادی، این مدال ۱۳۱ مرتبه و بر خلاف بسیاری از مدال‌های دیگر انجمن سلطنتی هر ساله به صورت منظم اعطا شده‌است. در سال ۲۰۱۳ میلادی مدال دیوی به گراهام هاچینگز برای اختراع پیشگامنه اش، فیلم پروتینی الکتروشیمیایی که کنترل ترمودینامیکی و انرژی جنبشی آنزیم‌های اکسیداسیونی را ممکن می‌سازد و اختراعی کلیدی در تکنولوژی انرژی است، اهدا شد.

## برخی از برندگان مدال دیوی
| سال  | نام برنده                                 | علت |
| ---- | ----------------------------------------- | --- |
| ۱۸۷۷ | روبرت بونزنگوستاو کیرشهف                  |     |
| ۱۸۷۸ | لوئیس پل کایتترائول پیکتت                 |     |
| ۱۸۷۹ | پل-امیل لکو د بویسباودران                 |     |
| ۱۸۸۰ | شارل فریدل                                |     |
| ۱۸۸۱ | آدولف فون بایر                            |     |
| ۱۸۸۲ | دمیتری مندلیفیولیوس لوتار مایر            |     |
| ۱۸۸۳ | مارسلین بارتلتهانس پتر یورگن یولیوس تامسن |     |
| ۱۸۸۴ | هرمان کولبه                               |     |
| ۱۸۸۷ | جان الکساندر رینا نیولندز                 |     |
| ۱۸۸۸ | ویلیام کروکز                              |     |
| ۱۸۸۹ | ویلیام هنری پرکین                         |     |
| ۱۸۹۰ | هرمان امیل فیشر                           |     |
| ۱۸۹۱ | ویکتور مایر                               |     |
| ۱۸۹۲ | فرانکوس-ماری رائولت                       |     |
| ۱۸۹۳ | یاکوبوس هنریکوس وانت‌هوف                   |     |
| ۱۸۹۴ | پر تئودر کلیو                             |     |
| ۱۸۹۵ | ویلیام رمزی                               |     |
| ۱۸۹۶ | آنری مواسان                               |     |
| ۱۹۷۰ | چارلز کالسون                              |     |
| ۱۹۷۱ | جرج پرتر                                  |     |
| ۱۹۸۴ | سام ادواردز                               |     |
| ۱۹۸۷ | الک جان جفریز                             |     |
| ۱۹۸۸ | جان پاپل                                  |     |
| ۱۹۸۹ | اف. گوردن ای. استون                       |     |
| ۱۹۹۶ | جفری ویلکینسون                            |     |
| ۱۹۹۷ | ژان-ماری لن                               |     |
| ۲۰۰۲ | نیل بارتلت                                |     |
| ۲۰۰۶ | مارتن پوپ                                 |     |
| ۲۰۰۸ | فراسر استودارت                            |     |
| ۲۰۱۰ | کارول وی. رابینسون                        |     |
| ۲۰۱۱ | احمد حسن زویل                             |     |
| ۲۰۱۲ | فریزر آرمسترانگ                           |     |
| ۲۰۱۳ | گراهام هاچینگز                            |     |